# Hoogberg-Hotond
De Hoogberg-Hotond is een helling in de Vlaamse Ardennen in de gemeenten Kluisbergen en Ronse. De top van de helling is de 150 meter hoge Hotondberg.

## Wielrennen
De helling is 6 maal beklommen in de Ronde van Vlaanderen, in 1972, 1977, 1992-1994, 2012 en 2013. De klim vangt aan uit de richting Ronse.
Op de top liggen de Hotondmolen en het natuurgebied Hotond-Scherpenberg. De afdaling richting Berchem heet de Hotondberg, een getuigenheuvel.
De helling kent een hoogteverschil van 105 meter (als begonnen wordt aan de voet in Zulzeke) met de top op 150 meter. De lengte van de klim is 2.975 meter (wederom vanuit Zulzeke). De gemiddelde stijging bedraagt dan 3,5% met een maximum van 8%.
In de Ronde werd niet altijd vanuit Zulzeke aangevangen. Soms werd begonnen aan de grote weg N60 tussen Oudenaarde en Ronse waarbij de klim start op de kruising met de N425 (richting Kortrijk, Berchem) en via deze N425.
De helling kent dan ook een aantal gedeelten, het eerste deel (Hoogberg) van 1.675 meter vanaf Zulzeke tot de N425, dan 400 meter vlak over deze N425 en daarna 900 meter klim (Hotond).
In 1972 is de klim de tweede van de dag na de Kwaremont en voor de Steenbeekberg.
In 1977 werd de helling niet officieel in het wedstrijdboek opgenomen.
In de periode 1992-1994 wordt de helling steeds gesitueerd tussen Paterberg en Kruisberg (in 1992 de Oude Kruisens). In de edities van 2012 en 2013 komen de renners tweemaal over de top, een eerste maal vormt de helling een combinatie met de Kruisberg, de tweede maal in volle finale tussen Paterberg en Oude Kwaremont waarbij de helling wordt aangevangen vanuit Zulzeke.
De helling wordt ook beklommen in Halle-Ingooigem, Kuurne-Brussel-Kuurne en in Dwars door de Vlaamse Ardennen.
De Hoogberg-Hotond is ook opgenomen in Dwars door Vlaanderen in 2010 en daarnaast in Nokere Koerse en de recreatieve fietsroute de Vlaanderen Fietsroute. Ook zit ze soms in Kuurne-Brussel-Kuurne in aansluiting op de Oude Kruisens, dan wordt de helling beklommen vanaf de kruising, dus enkel de N425.
Op de flanken van de Hotondberg komen ook de Fiertelmeers en Spinessenberg omhoog.
De helling is ook opgenomen in de blauwe lus van de recreatieve fietsroute Ronde van Vlaanderenroute.

## Afbeeldingen

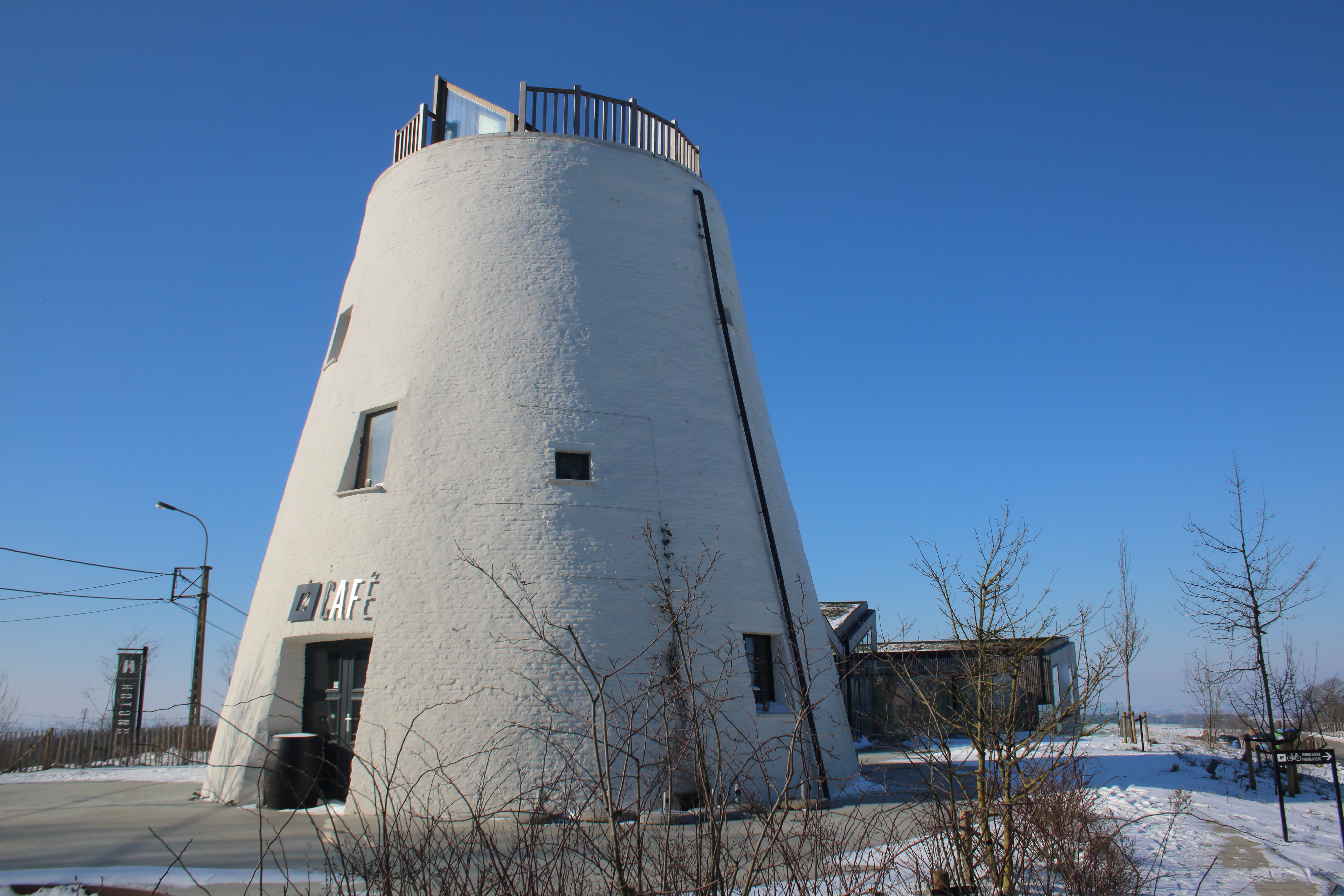
Hotondmolen
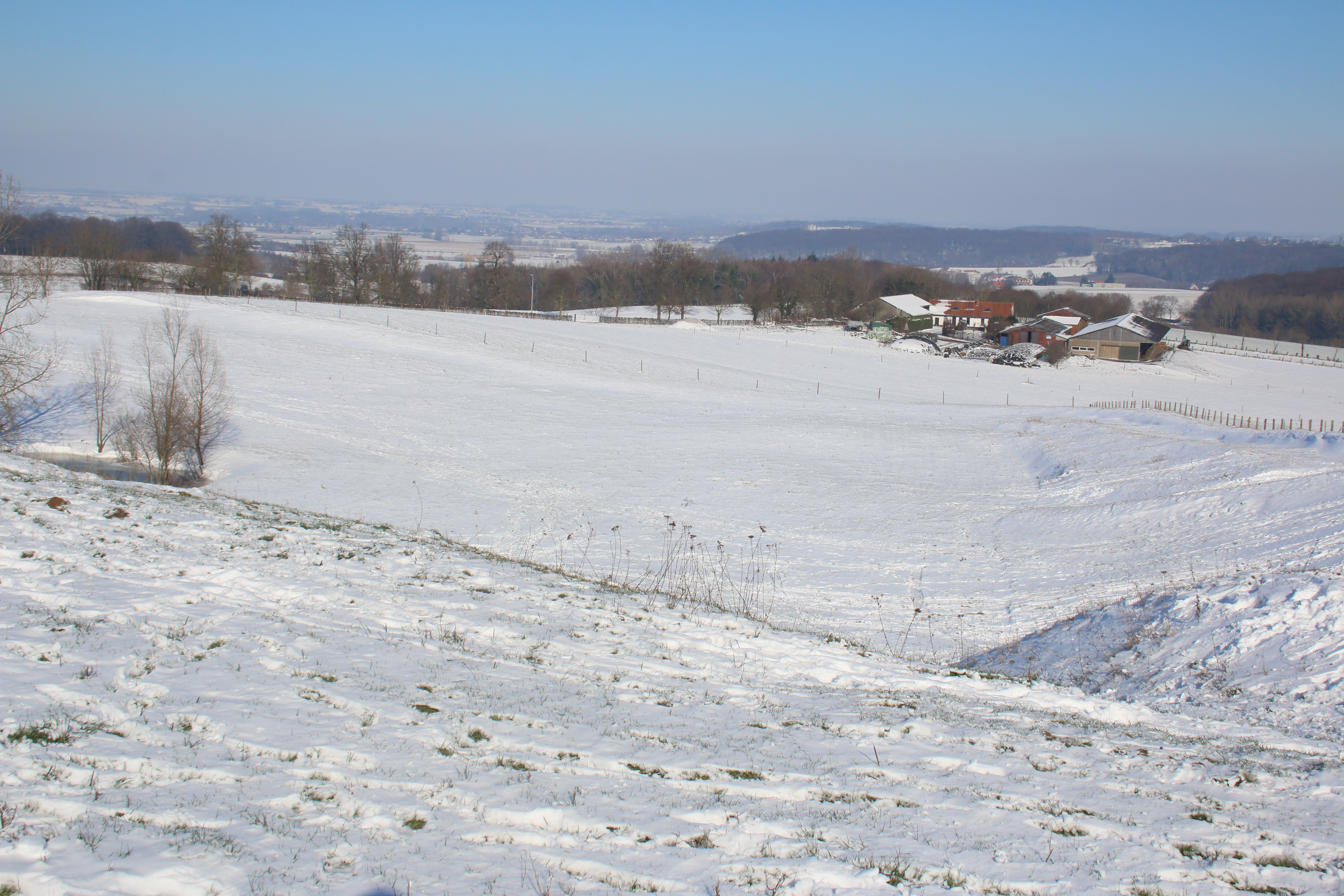
Uitzicht vanop de Hotondberg
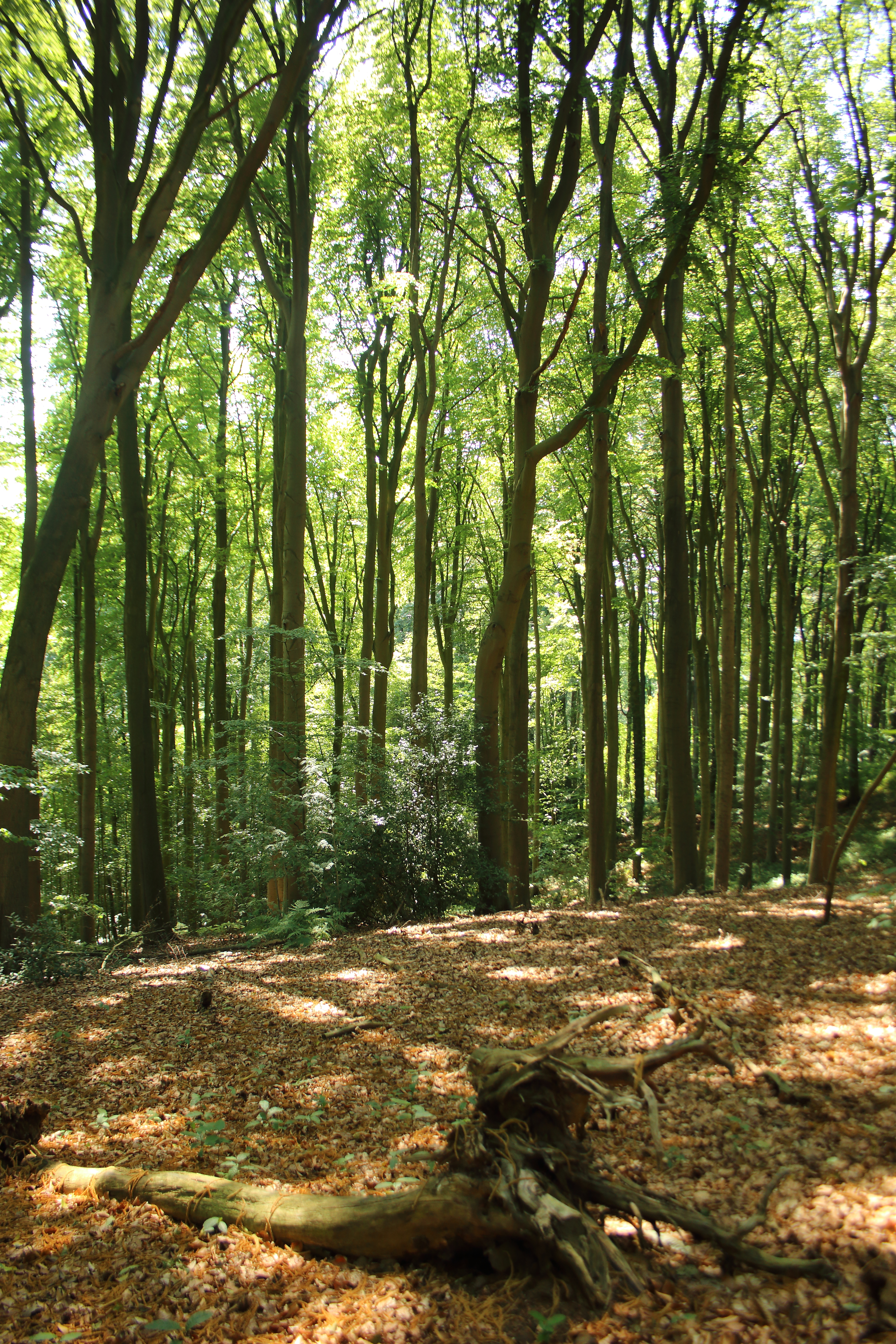
Natuurgebied Hotond-Scherpenberg